# The Stylistics

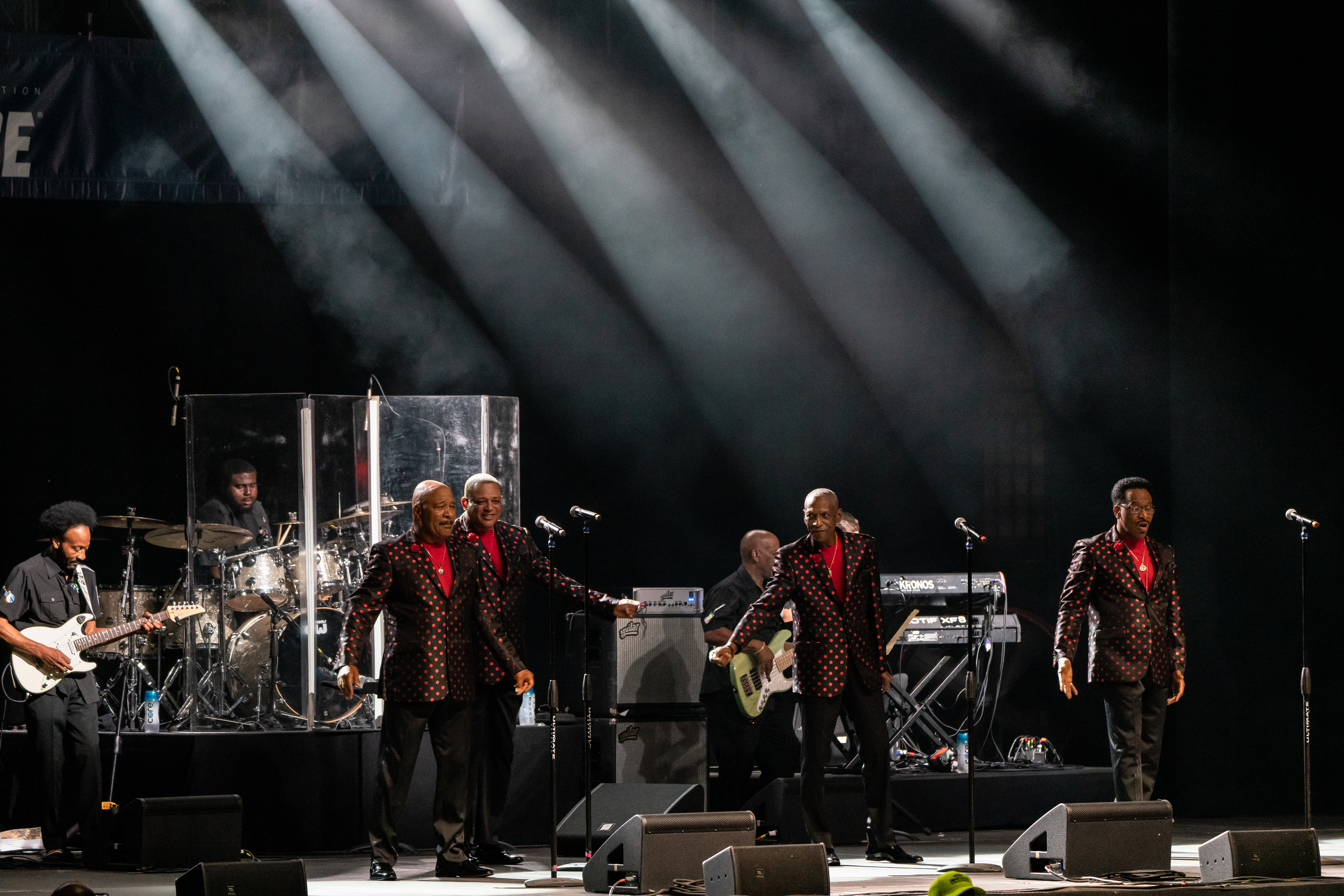
The Stylistics (2019)

The Stylistics ist ein US-amerikanisches Vokalensemble, das vor allem in der ersten Hälfte der 1970er Jahre Erfolg hatte. Die Gruppe gehört zu den bekanntesten Vertretern des Phillysounds.

## Bandgeschichte
Die Gründungsmitglieder der Stylistics im Jahr 1966 waren Russell Thompkins Jr., Airrion Love und James Smith (zuvor bei „The Monarchs“) sowie Herbie Murrell und James Dunn (zuvor bei „The Percussions“). Bei Avco Records wurde die Band von Thom Bell produziert, der vorher bereits mit den Delfonics erfolgreich gewesen war. Die Texte der Lieder schrieb Linda Creed.
Der größte Hit der Stylistics war 1974 You Make Me Feel Brand New. Zwischen 1971 und 1976 folgte eine beachtliche Reihe von Hits in den US-Charts, sämtlich aufgenommen in den Sigma Sound Studios von Philadelphia.
1974 trennten sich The Stylistics von Bell. Dafür begann die Zusammenarbeit mit dem Produzententeam Hugo & Luigi sowie dem Musiker und Arrangeur Van McCoy. 1976 folgte der Wechsel der Plattenfirma. Zu dieser Zeit ließ der Erfolg in den USA nach. In Europa gelangen aber noch einige weitere Top-Hits, vor allem Can’t Give You Anything (But My Love), 1975 eine Nummer 1 in Großbritannien.
Ab 1980 gab es verschiedene Umbesetzungen, doch auch heute noch (2008) tritt die Band live auf. 2004 gründete Russell Thompkins Jr. die New Stylistics.

## Auszeichnungen
2004 wurden The Stylistics in die Vocal Group Hall of Fame aufgenommen.

## Diskografie

### Alben
| Jahr | Titel                          | Höchstplatzierung, Gesamtwochen, AuszeichnungChartplatzierungen (Jahr, Titel, Platzierungen, Wochen, Auszeichnungen, Anmerkungen) | Höchstplatzierung, Gesamtwochen, AuszeichnungChartplatzierungen (Jahr, Titel, Platzierungen, Wochen, Auszeichnungen, Anmerkungen) | Höchstplatzierung, Gesamtwochen, AuszeichnungChartplatzierungen (Jahr, Titel, Platzierungen, Wochen, Auszeichnungen, Anmerkungen) | Höchstplatzierung, Gesamtwochen, AuszeichnungChartplatzierungen (Jahr, Titel, Platzierungen, Wochen, Auszeichnungen, Anmerkungen) | Anmerkungen |
| Jahr | Titel                          | DE | UK | US | R&B | Anmerkungen |
| ---- | ------------------------------ | --- | --- | --- | --- | ----------- |
| 1972 | The Stylistics                 | — | — | US23 Gold · (38 Wo.)US | R&B3 (40 Wo.)R&B |             |
| 1972 | Round 2: The Stylistics        | — | — | US32 Gold · (38 Wo.)US | R&B3 (37 Wo.)R&B |             |
| 1974 | Rockin’ Roll Baby              | — | UK42 (3 Wo.)UK | US66 (44 Wo.)US | R&B5 (25 Wo.)R&B |             |
| 1974 | Let’s Put It All Together      | — | UK26 Silber · (14 Wo.)UK | US14 Gold · (31 Wo.)US | R&B4 (30 Wo.)R&B |             |
| 1974 | Heavy / From the Mountain (UK) | — | UK36 Silber · (1 Wo.)UK | US43 (16 Wo.)US | R&B8 (14 Wo.)R&B |             |
| 1975 | Thank You Baby                 | — | UK5 Gold · (23 Wo.)UK | US72 (13 Wo.)US | R&B9 (12 Wo.)R&B |             |
| 1975 | You Are Beautiful              | — | UK26 Silber · (9 Wo.)UK | US99 (11 Wo.)US | R&B12 (11 Wo.)R&B |             |
| 1976 | Fabulous                       | — | UK21 Silber · (5 Wo.)UK | US117 (6 Wo.)US | R&B32 (4 Wo.)R&B |             |
| 1977 | Once Upon a Jukebox            | — | — | — | R&B45 (4 Wo.)R&B |             |
| 1978 | In Fashion                     | — | — | — | R&B43 (7 Wo.)R&B |             |
| 1980 | Hurry Up This Way Again        | — | — | US127 (12 Wo.)US | R&B11 (26 Wo.)R&B |             |
| 1981 | Closer Than Close              | — | — | — | R&B44 (7 Wo.)R&B |             |
| 1984 | Some Things Never Change       | — | — | — | R&B63 (8 Wo.)R&B |             |
| 1991 | Love Talk                      | — | — | — | R&B65 (8 Wo.)R&B |             |

Weitere Alben
- 1977: Sun & Soul
- 1977: Wonder Woman
- 1977: Spotlight
- 1978: The Lion Sleeps Tonight
- 1979: Love Spell
- 1979: Black Satin
- 1979: Live in Japan
- 1982: 1982
- 1985: A Special Style
- 1992: Christmas
- 1996: Love Is Back in Style
- 2004: Never Can Say Goodbye
- 2005: Live
- 2008: In Concert 2005
- 2010: That Same Way
- 2013: Cover with the Stylistics

### Kompilationen
| Jahr | Titel                               | Höchstplatzierung, Gesamtwochen, AuszeichnungChartplatzierungen (Jahr, Titel, Platzierungen, Wochen, Auszeichnungen, Anmerkungen) | Höchstplatzierung, Gesamtwochen, AuszeichnungChartplatzierungen (Jahr, Titel, Platzierungen, Wochen, Auszeichnungen, Anmerkungen) | Höchstplatzierung, Gesamtwochen, AuszeichnungChartplatzierungen (Jahr, Titel, Platzierungen, Wochen, Auszeichnungen, Anmerkungen) | Höchstplatzierung, Gesamtwochen, AuszeichnungChartplatzierungen (Jahr, Titel, Platzierungen, Wochen, Auszeichnungen, Anmerkungen) | Anmerkungen |
| Jahr | Titel                               | DE | UK | US | R&B | Anmerkungen |
| ---- | ----------------------------------- | --- | --- | --- | --- | ----------- |
| 1975 | The Best of the Stylistics          | — | UK1 Platin · (57 Wo.)UK | US41 (30 Wo.)US | R&B13 (11 Wo.)R&B |             |
| 1976 | The Best of the Stylistics – Vol. 2 | — | UK1 Gold · (20 Wo.)UK | — | — |             |
| 1992 | The Greatest Hits of the Stylistics | — | UK34 (3 Wo.)UK | — | — |             |
| 2007 | Very Best Of                        | — | UK30 Gold · (10 Wo.)UK | — | — |             |
| 2013 | S. O. U. L.: The Stylistics         | — | — | — | R&B121 (1 Wo.)R&B |             |

Weitere Kompilationen
| - 1974: The Best of the Stylistics - 1976: The Best of the Stylistics Volume II – Weekend - 1977: Spotlight on the Stylistics (2 LPs) - 1978: Greatest Hits - 1979: The Hits - 1979: The Best of the Stylistics - 1979: Love Always - 1981: Can’t Give You Anything (But My Love) - 1981: All About Love - 1983: The Great Love Hits - 1985: The Best of the Stylistics Volume II - 1985: All-Time Classics - 1988: The Best of the Stylistics | - 1990: The Great Love Hits - 1991: Spotlight on the Stylistics - 1992: The Greatest Hits of the Stylistics – Let’s Put It All Together - 1993: Setting the Scene - 1996: The Best of the Stylistics (UK: Platin) - 2005: The Ultimate Collection - 2005: The Very Best of the Stylistics … and More! (2 CDs) - 2008: The Greatest Hits and More … (2 CDs) - 2011: The Best of the Stylistics - 2012: The Streetwise Recordings - 2013: The Very Best of the Stylistics |

### Singles
| Jahr | Titel Album                                                | Höchstplatzierung, Gesamtwochen, AuszeichnungChartplatzierungen (Jahr, Titel, Album, Platzierungen, Wochen, Auszeichnungen, Anmerkungen) | Höchstplatzierung, Gesamtwochen, AuszeichnungChartplatzierungen (Jahr, Titel, Album, Platzierungen, Wochen, Auszeichnungen, Anmerkungen) | Höchstplatzierung, Gesamtwochen, AuszeichnungChartplatzierungen (Jahr, Titel, Album, Platzierungen, Wochen, Auszeichnungen, Anmerkungen) | Höchstplatzierung, Gesamtwochen, AuszeichnungChartplatzierungen (Jahr, Titel, Album, Platzierungen, Wochen, Auszeichnungen, Anmerkungen) | Anmerkungen                                                                      |
| Jahr | Titel Album                                                | DE | UK | US | R&B | Anmerkungen                                                                      |
| ---- | ---------------------------------------------------------- | --- | --- | --- | --- | -------------------------------------------------------------------------------- |
| 1971 | You’re a Big Girl Now The Stylistics                       | — | — | US73 (7 Wo.)US | R&B7 (15 Wo.)R&B |                                                                                  |
| 1971 | Stop, Look, Listen (To Your Heart) The Stylistics          | — | — | US39 (16 Wo.)US | R&B6 (12 Wo.)R&B |                                                                                  |
| 1971 | You Are Everything The Stylistics                          | — | — | US9 Gold · (16 Wo.)US | R&B10 (17 Wo.)R&B |                                                                                  |
| 1972 | Betcha by Golly Wow The Stylistics                         | — | UK13 (12 Wo.)UK | US3 Gold · (16 Wo.)US | R&B2 (13 Wo.)R&B | feat. Russell Thompkins Jr. Original: Connie Stevens – Keep Growing Strong, 1970 |
| 1972 | People Make the World Go Round The Stylistics              | — | — | US25 (11 Wo.)US | R&B6 (10 Wo.)R&B |                                                                                  |
| 1972 | I’m Stone in Love with You Round 2                         | — | UK9 (10 Wo.)UK | US10 Gold · (13 Wo.)US | R&B4 (15 Wo.)R&B |                                                                                  |
| 1973 | Break Up to Make Up Round 2                                | — | UK37 (5 Wo.)UK | US5 Gold · (14 Wo.)US | R&B5 (11 Wo.)R&B |                                                                                  |
| 1973 | You’ll Never Get to Heaven (If You Break My Heart) Round 2 | — | UK24 (9 Wo.)UK | US23 (10 Wo.)US | R&B8 (9 Wo.)R&B | Autoren: Burt Bacharach, Hal David Original: Dionne Warwick, 1964                |
| 1973 | Peek-a-Boo Round 2                                         | — | UK35 (6 Wo.)UK | — | — |                                                                                  |
| 1973 | Rockin’ Roll Baby                                          | — | UK6 Silber · (9 Wo.)UK | US14 (18 Wo.)US | R&B3 (18 Wo.)R&B |                                                                                  |
| 1974 | You Make Me Feel Brand New Rockin’ Roll Baby               | — | UK2 Silber · (14 Wo.)UK | US2 Gold · (25 Wo.)US | R&B5 (16 Wo.)R&B |                                                                                  |
| 1974 | Let’s Put It All Together                                  | — | UK9 (9 Wo.)UK | US18 (12 Wo.)US | R&B8 (14 Wo.)R&B |                                                                                  |
| 1974 | Heavy Fallin’ Out Heavy                                    | — | — | US41 (11 Wo.)US | R&B4 (15 Wo.)R&B |                                                                                  |
| 1975 | Star on a TV Show Heavy                                    | — | UK12 (8 Wo.)UK | US47 (7 Wo.)US | R&B13 (12 Wo.)R&B |                                                                                  |
| 1975 | Thank You Baby                                             | — | — | US70 (6 Wo.)US | R&B7 (12 Wo.)R&B |                                                                                  |
| 1975 | Sing Baby Sing Thank You Baby                              | DE31 (9 Wo.)DE | UK3 Silber · (10 Wo.)UK | — | — |                                                                                  |
| 1975 | Can’t Give You Anything (But My Love) Thank You Baby       | DE34 (5 Wo.)DE | UK1 Gold · (11 Wo.)UK | US51 (6 Wo.)US | R&B18 (12 Wo.)R&B |                                                                                  |
| 1975 | Na Na Is the Saddest Word You Are Beautiful                | — | UK5 Silber · (10 Wo.)UK | — | — |                                                                                  |
| 1975 | Funky Weekend You Are Beautiful                            | — | UK10 (7 Wo.)UK | US76 (9 Wo.)US | R&B23 (11 Wo.)R&B |                                                                                  |
| 1976 | You Are Beautiful                                          | — | — | US79 (7 Wo.)US | R&B17 (10 Wo.)R&B |                                                                                  |
| 1976 | Can’t Help Falling in Love Fabulous                        | — | UK4 (7 Wo.)UK | — | R&B52 (7 Wo.)R&B | Original: Elvis Presley, 1961                                                    |
| 1976 | Sixteen Bars Fabulous                                      | — | — | US7 (9 Wo.)US | — |                                                                                  |
| 1976 | Because I Love You, Girl Fabulous                          | — | — | — | R&B43 (9 Wo.)R&B |                                                                                  |
| 1977 | 7,000 Dollars and You Sun & Soul                           | — | UK24 (7 Wo.)UK | — | — |                                                                                  |
| 1977 | I’m Coming Home Sun & Soul                                 | — | — | — | R&B90 (3 Wo.)R&B | feat. Airrion Love und Russell Thompkins, Jr.                                    |
| 1977 | Shame and Scandal in the Family Sun & Soul                 | — | — | — | R&B87 (2 Wo.)R&B |                                                                                  |
| 1978 | First Impressions In Fashion                               | — | — | — | R&B22 (14 Wo.)R&B |                                                                                  |
| 1979 | Love at First Sight Love Spell                             | — | — | — | R&B93 (4 Wo.)R&B |                                                                                  |
| 1980 | Hurry Up This Way Again                                    | — | — | — | R&B18 (22 Wo.)R&B |                                                                                  |
| 1981 | And I’ll See You No More Hurry Up This Way Again           | — | — | — | R&B70 (4 Wo.)R&B |                                                                                  |
| 1981 | What’s Your Name? Closer Than Close                        | — | — | — | R&B79 (4 Wo.)R&B |                                                                                  |
| 1985 | Love Is Not the Answer Some Things Never Change            | — | UK91 (2 Wo.)UK | — | — |                                                                                  |
| 1990 | Me - U = Blue Love Talk                                    | — | — | US78 (4 Wo.)US | — | Glenn Medeiros feat. The Stylistics                                              |

Weitere Singles
| - 1971: You Gotta Have Soul - 1975: Disco Baby - 1976: Only You (And You Alone) - 1977: Satin Doll - 1977: Fool of the Year - 1977: I Plead Guilty - 1977: I’m Coming Home - 1977: I Run to Him - 1978: Wonder Woman - 1978: You’re the Best Thing in My Life - 1979: The Lion Sleeps Tonight | - 1980: I Feel Lucky Tonight - 1980: Driving Me Wild - 1981: Mine All Mine - 1981: I’ve Got This Feeling - 1981: What’s Your Name? - 1984: Give a Little Love - 1985: Love Is Not the Answer - 1985: You Are Everything - 1985: Some Things Never Change - 1985: I’m Stone in Love with You - 1986: Let’s Go Rockin’ (Tonight) |

## Auszeichnungen für Musikverkäufe
| Goldene Schallplatte - Neuseeland - 1978: für das Album The Best of the Stylistics |

Anmerkung: Auszeichnungen in Ländern aus den Charttabellen bzw. Chartboxen sind in ebendiesen zu finden.
| Land/RegionAuszeichnungen für Musikverkäufe (Land/Region, Auszeichnungen, Verkäufe, Quellen) | Silber     | Gold       | Platin     | Verkäufe  | Quellen         |
| -------------------------------------------------------------------------------------------- | ---------- | ---------- | ---------- | --------- | --------------- |
| Neuseeland (RMNZ)                                                                            | —          | Gold1      | —          | 10.000    | Einzelnachweise |
| Vereinigte Staaten (RIAA)                                                                    | —          | 8× Gold8   | —          | 6.500.000 | riaa.com        |
| Vereinigtes Königreich (BPI)                                                                 | 8× Silber8 | 4× Gold4   | 2× Platin2 | 2.640.000 | bpi.co.uk       |
| Insgesamt                                                                                    | 8× Silber8 | 13× Gold13 | 2× Platin2 |           |                 |